# 成島駅 (群馬県)
成島駅（なるしまえき）は、群馬県館林市成島町字小蓋にある東武鉄道小泉線の駅である。駅番号はTI 41。1926年（大正15年）4月10日に開業した。

## 駅構造
島式ホーム1面2線を有する地上駅。木造駅舎を有する。駅舎は線路の南側にあり、ホームとは地下道により連絡している。かつては館林 - 当駅間の区間運転列車が1往復設定されていたが、2003年（平成15年）3月19日のダイヤ改正時に廃止された。

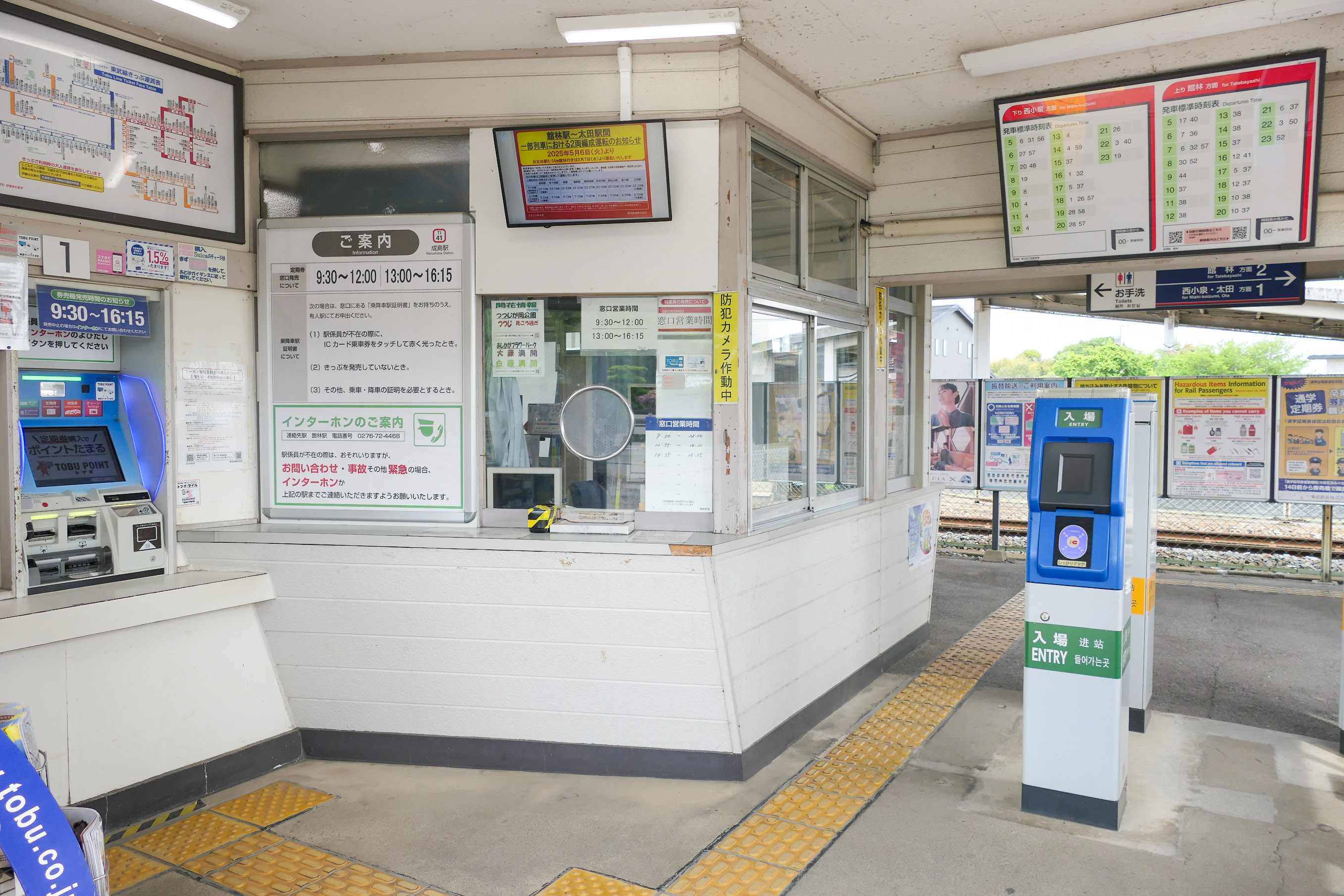
駅舎内
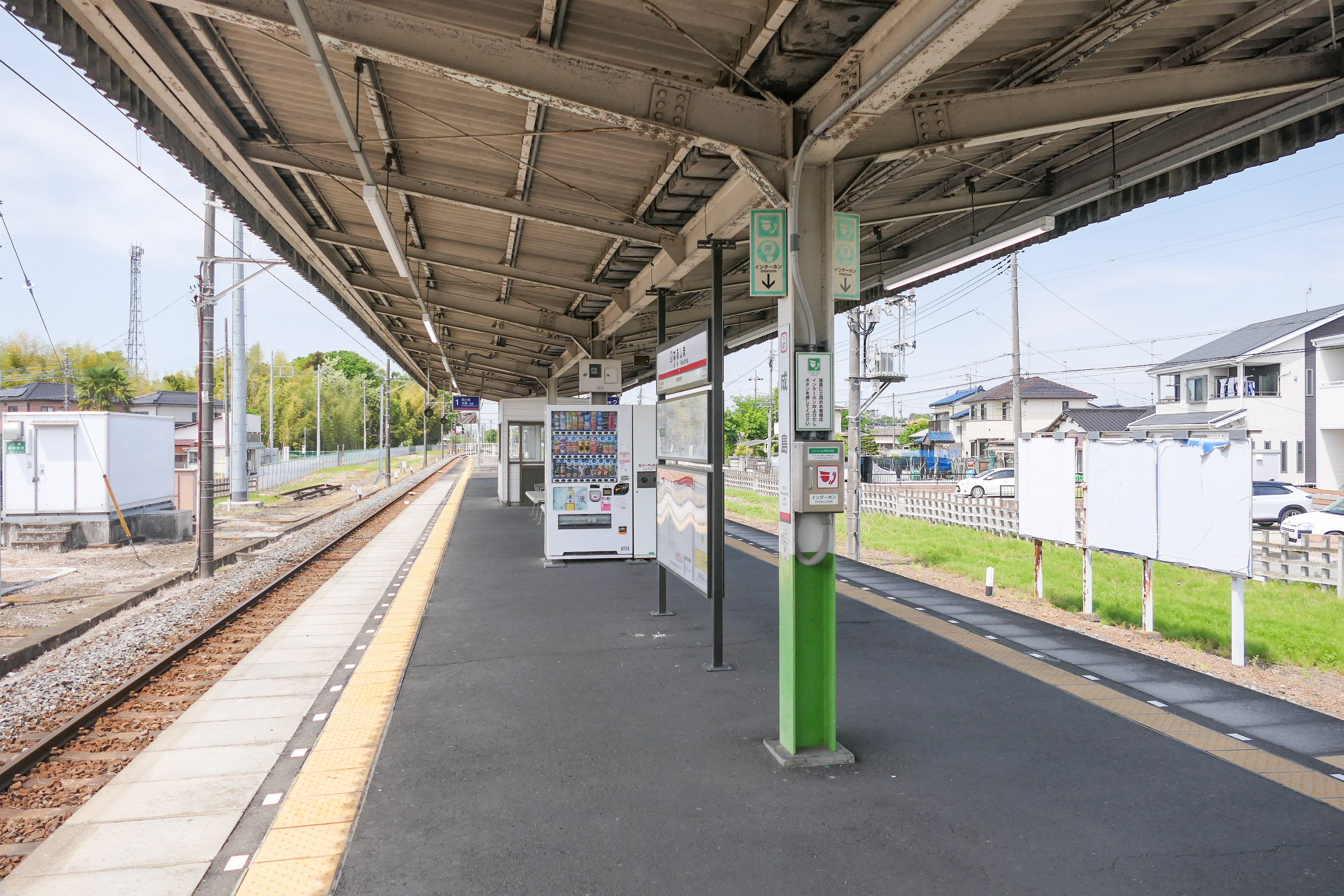
ホーム

### のりば
| 番線 | 路線   | 方向 | 行先       |
| ---- | ------ | ---- | ---------- |
| 1    | 小泉線 | 下り | 西小泉方面 |
| 2    | 小泉線 | 上り | 館林方面   |

## 利用状況
2024年度の1日平均乗降人員は692人である。
近年の1日平均乗降人員の推移は下表の通りである｡
| 年度               | 1日平均 乗降人員 | 出典        |
| ------------------ | ---------------- | ----------- |
| 2001年（平成13年） | 1,356            | [ 東武 2 ]  |
| 2002年（平成14年） | 1,328            | [ 東武 3 ]  |
| 2003年（平成15年） | 1,281            | [ 東武 4 ]  |
| 2004年（平成16年） | 1,397            | [ 東武 5 ]  |
| 2005年（平成17年） | 1,268            | [ 東武 6 ]  |
| 2006年（平成18年） | 1,166            | [ 東武 7 ]  |
| 2007年（平成19年） | 993              | [ 東武 8 ]  |
| 2008年（平成20年） | 887              | [ 東武 9 ]  |
| 2009年（平成21年） | 915              | [ 東武 10 ] |
| 2010年（平成22年） | 994              | [ 東武 11 ] |
| 2011年（平成23年） | 983              | [ 東武 12 ] |
| 2012年（平成24年） | 1,120            | [ 東武 13 ] |
| 2013年（平成25年） | 1,128            | [ 東武 14 ] |
| 2014年（平成26年） | 1,093            | [ 東武 15 ] |
| 2015年（平成27年） | 1,092            | [ 東武 16 ] |
| 2016年（平成28年） | 1,141            | [ 東武 17 ] |
| 2017年（平成29年） | 1,178            | [ 東武 18 ] |
| 2018年（平成30年） | 1,129            | [ 東武 19 ] |
| 2019年（令和元年） | 982              | [ 東武 20 ] |
| 2020年（令和02年） | 753              | [ 東武 21 ] |
| 2021年（令和03年） | 765              | [ 東武 22 ] |
| 2022年（令和04年） | 695              | [ 東武 23 ] |
| 2023年（令和05年） | 666              | [ 東武 24 ] |
| 2024年（令和06年） | 692              | [ 東武 1 ]  |

## 駅周辺
- 多々良沼
- 館林成島郵便局
- 関東学園大学附属高等学校
- 群馬県立館林高等学校

## 隣の駅
東武鉄道
 小泉線
館林駅 (TI 10) - 成島駅 (TI 41) - 本中野駅 (TI 42)